# ゴンサロ・バレート
ゴンサロ・バレート・マストロピエロ（Gonzalo Barreto Mastropierro, 1992年1月22日 - ）は、ウルグアイ・トレインタ・イ・トレス出身のサッカー選手。ランプラ・ジュニオルスFC所属。ポジションはFW（センターフォワード）。

## 経歴
2009年よりダヌービオFCに所属し、タクアレンボーFC戦でデビューした。
2009年9月2日、イタリアのSSラツィオと5年契約を結んだ。しかし18歳になる2010年までトップチームでのプレーはできなかった。ラツィオに加入して間もない2010年1月20日、母親が殺害されたとの報せを受けウルグアイへ帰国した。2013年3月には次男が誕生したが、消化器疾患により一時は命の危機に瀕した。
2013-14シーズン限りでイタリアを去ると、2015年1月にダヌービオへ復帰。2017年はチリのCDウニベルシダ・デ・コンセプシオンへシーズンローンとなった。
ダヌービオとの契約解除後の2018年1月26日、パラグアイのスポルティボ・ルケーニョへ加入。翌年1月9日にはモンテビデオ・ワンダラーズFCと契約し母国へ復帰した。

## 代表歴
U-17ウルグアイ代表として2009 南米U-17選手権に出場し4ゴールを決めた。また2009 FIFA U-17ワールドカップにも出場した。

## タイトル
ラツィオ
- コッパ・イタリア : 2012-13
- カンピオナート・プリマヴェーラ : 2012-13